# Estádio Nacional de Ombaka
O Estádio Nacional de Ombaka é um estádio multiuso localizado na cidade de Benguela, em Angola. Inaugurado oficialmente em 12 de janeiro de 2010, foi uma das sedes oficiais do Campeonato Africano das Nações de 2010, tendo recebido jogos da fase de grupos, uma partida das quartas-de-final, uma partida das semifinais e a decisão pelo 3.º lugar. Sua capacidade máxima é de 35 000 espectadores.